# Sperma
Sperma (od grčke reči σπέρμα, spérma, što znači seme) ili ejakulat (od latinske reči eicěre: izbaciti, odnosno eiaculatum: ono što je izbačeno) mutna je mlečnobela do bledožuta tečnost koja se pod određenim uslovima izbacuje iz semenih puteva, a sastoji se od spermatozoida, sekreta polnih žlezda i sekreta epididimisa. U pravilu se izbacuje kroz spoljni otvor mokraćne cevi, a ređe u mokraćni mehur. Izbacuje se najčešće za vreme polnoga odnosa ili za vreme samozadovoljavanja. Čak i u snu može doći do izbacivanja sperme. To je tzv. noćna polucija i dešava se obično kada snovi imaju seksualni sadržaj.

## Fiziologija

### Oplodnja
U zavisnosti od vrste, spermatozoidi mogu oploditi jajne ćelije spolja ili iznutra. Kod spoljašnje oplodnje, spermatozoidi oplode jajne ćelije direktno, izvan ženskih polnih organa. Ženke ribe, na primer, izbacuju jajne ćelije u svoju vodenu sredinu, gde se oplođuju semenom muške ribe.
Tokom unutrašnjeg oplodnje, međutim, oplodnja se dešava unutar ženskih polnih organa. Unutrašnja oplodnja se dešava nakon inseminacije ženke od strane mužjaka kroz kopulaciju. Kod većine kičmenjaka, uključujući vodozemce, gmizavce, ptice i monotremne sisare, kopulacija se postiže fizičkim parenjem kloake mužjaka i ženke. Kod tobolčarskih i placentnih sisara do kopulacije dolazi preko vagine.

### Ljudi

#### Kompozicija
Tokom procesa ejakulacije, spermatozoidi prolaze kroz ejakulacione kanale i mešaju se sa tečnostima iz semenskih vezikula, prostate i bulbouretralnih žlezda da bi se formirala sperma. Semene vezikule proizvode žućkastu viskoznu tečnost bogatu fruktozom i drugim supstancama koja čini oko 70% ljudskog semena. Sekret prostate, pod uticajem dihidrotestosterona, je beličasta (ponekad bistra), retka tečnost koja sadrži proteolitičke enzime, limunsku kiselinu, kiselu fosfatazu i lipide. Bulbouretralne žlezde luče čist sekret u lumen uretre da bi ga podmazale.
Sertolijeve ćelije, koje neguju i podržavaju razvoj spermatocita, luče tečnost u semene tubule koja pomaže u transportu sperme do genitalnih kanala. Silazni kanal poseduju kuboidne ćelije sa mikroresicama i lizozomskim granulama koje modifikuju duktalnu tečnost reapsorbujući deo tečnosti. Kada sperma uđe u ductus epididimis, glavne ćelije, koje sadrže pinocitotične sudove koji ukazuju na reapsorpciju tečnosti, luče glicerofosfoholin koji najverovatnije inhibira preranu kapacitaciju. Dodatni genitalni kanali, semenski mehurići, prostatne žlezde i bulburetralne žlezde proizvode većinu semenske tečnosti.
Semenska plazma ljudi sadrži složen spektar organskih i neorganskih sastojaka.
Semenska plazma obezbeđuje hranljivi i zaštitni medijum za spermatozoide tokom njihovog putovanja kroz ženski reproduktivni trakt. Normalno okruženje vagine je neprijateljsko (npr. seksualni sukob) za spermatozoide, jer je veoma kiselo (od prirodne mikroflore koja proizvodi mlečnu kiselinu), viskozno i kontrolisano od strane imunskih ćelija. Komponente u semenskoj plazmi pokušavaju da kompenzuju ovo neprijateljsko okruženje. Bazni amini kao što su putrescin, spermin, spermidin i kadaverin su odgovorni za miris i ukus sperme. Ove alkalne baze se suprotstavljaju i puferuju kiselu sredinu vaginalnog kanala i štite DNK unutar sperme od kiselinske denaturacije.
Komponente i doprinosi sperme su sledeći:
| Žlezde                | Približna frakcija | Opis |
| testisi               | 2–5%               | Približno 200 miliona – 500 miliona spermatozoida (koji se takođe nazivaju sperma ili spermatozoani), proizvedenih u testisima, oslobađaju se po ejakulaciji. Ako je muškarac podvrgnut vazektomiji, neće imati spermu u ejakulatu. |
| semenske vezikule     | 65–75%             | aminokiseline, citrat, enzimi, flavini, fruktoza (2–5 po sperme, glavni izvor energije spermatozoida, koji se u potpunosti oslanjaju na šećere iz semenske plazme za energiju), fosforilholin, prostaglandini (uključeni u suzbijanje imunološkog odgovora žene na strano seme), proteini, vitamin C. |
| prostata              | 25–30%             | kisela fosfataza, limunska kiselina, fibrinolizin, prostatno specifični antigen, proteolitički enzimi, cink. (Nivo cinka je oko 135±40 µg/mL za zdrave muškarce. Cink služi da se stabilizuje hromatin koji sadrži DNK u ćelijama sperme. Nedostatak cinka može dovesti do smanjene plodnosti zbog povećane krhkosti sperme. Cink pomaže da se stabilizuje hromatin koji sadrži DNK u ćelijama sperme. Nedostatak takođe može negativno uticati na spermatogenezu.) |
| bulbouretralne žlezde | < 1%               | Galaktoza, sluz (služe za povećanje pokretljivosti spermatozoida u vagini i grliću materice stvaranjem manje viskoznog kanala kroz koji spermatozoidi mogu da plivaju i sprečavanjem njihove difuzije iz sperme. Doprinosi kohezivnoj teksturi semena nalik na žele), presemena tečnost, sijalinska kiselina. |

Izveštaj Svetske zdravstvene organizacije iz 1992. opisuje normalno ljudsko seme kao zapreminu od 2 mL ili više,  od 7,2 do 8,0, koncentraciju sperme od 20×106 spermatozoida/mL ili više, broj spermatozoida od 40×106 spermatozoida po ejakulatu ili više, i pokretljivost od 50% ili više sa napredovanjem napred (kategorije a i b) od 25% ili više sa brzim napredovanjem (kategorija a) u roku od 60 minuta od ejakulacije.
Pregledom literature iz 2005. godine otkriveno je da su prosečna prijavljena fizička i hemijska svojstva ljudske sperme sledeća:
| Svojstvo | Na 100 mL | U prosečnoj zapremini (3,4 mL) |
| --- | --------- | ------------------------------ |
| Kalcijum (mg) | 27,6      | 0,938                          |
| Hlorid (mg) | 142       | 4,83                           |
| Citrat (mg) | 528       | 18,0                           |
| Fruktoza (mg) | 272       | 9,25                           |
| Glukoza (mg) | 102       | 3,47                           |
| Mlečna kiselina (mg) | 62        | 2,11                           |
| Magnezijum (mg) | 11        | 0,374                          |
| Kalijum (mg) | 109       | 3,71                           |
| Protein (mg) | 5,040     | 171                            |
| Natrijum (mg) | 300       | 10,2                           |
| Urea (mg) | 45        | 1,53                           |
| Zink (mg) | 16,5      | 0.561                          |
| Kapacitet puferovanja (β) | 25        | 25                             |
| Osmolarnost () | 354       | 354                            |
| | 7,7       |                                |
| Viskoznost () | 3–7       | 3–7                            |
| Zapremina () | 3,4       | 3,4                            |
| Vrednosti za prosečnu zapreminu su izračunate i zaokružene na tri značajne cifre. Sve ostale vrednosti su one date u pregledu. |           |                                |

## Opis
Neposredno nakon izlivanja, sperma je lepljiva zgrušana tečnost nalik na žele, moguća je pojava i sitnih grudvica. Specifičnog je mirisa (najbliže je mirisu cveta kestena) i lužnatog je okusa. Delovanjem enzima likvefakcija tj. razgradnja ugruška (razvodnjavanje) obično je završena nakon 30 minuta. Ukupna je zapremina ljudskoga ejakulata vrlo promjenjiva, uglavnom od 1,5 do 6 ml (prosečno od pola do jedne čajne kašike), u njemu se nalazi oko 50 miliona spermatozoida, a pH-vrednost ejakulata kreće se u opsegu od 7,2 do 8,2.
Veći deo sperme čine izlučevine semenih mjehurića (60%), prostate (20%) te Cowperovih i Littreovih žlezda, koje štite spermatozoide od štetnih uticaja i omogućavaju im kretanje i oplodnju jajne ćelije. Pre semena iz mokraćne cevi izlazi sekret tih žlezda (0,1-0,2 ml), nakon toga prostatički sekret (0,5 ml), a spermatozoidi čine samo jedan procenat ejakulata.

#### Izgled i konzistentnost
Sperma je obično providna sa belom, sivom ili čak žućkastom nijansom. Krv u spermi može da izazove ružičastu ili crvenkastu boju, poznatu kao hematospermija, i može ukazivati na medicinski problem koji lekar treba da proceni ako se simptom nastavi.
Posle ejakulacije, poslednji deo ejakulisanog semena se odmah zgrušava, formirajući globule, dok se raniji deo ejakulata obično ne zgrušava. Nakon perioda koji obično traje od 15 do 30 minuta, antigen specifičan za prostatu prisutan u semenu izaziva dekoagulaciju semenskog koaguluma. Pretpostavlja se da početno zgrušavanje pomaže da se sperma zadrži u vagini, dok utečnjavanje oslobađa spermu da putuje do jajnih ćelija.
Jedan pregled iz 2005. je otkrio da je prosečan prijavljeni viskozitet ljudske sperme u literaturi bio 3-7 centipoaza (cP), ili, što je ekvivalentno, milipaskal-sekundi (mPa·s).

## Literatura
- Vilard, Huntington F.; Robert L. Nasbom; Tomson, Margaret V.; Tomson, Džejms Klej; Mekins, Rodrik R. (2001). Thompson & Thompson genetics in medicine. Filadelfija: V. B. Saunders. ISBN 978-0-7216-6902-1. Приступљено 15. avgust 2011.
- Grizard, G; Sion, B; Bauchart, D; Boucher, D (31. 3. 2000). „Separation and quantification of cholesterol and major phospholipid classes in human semen by high-performance liquid chromatography and light-scattering detection”. Journal of Chromatography B: Biomedical Sciences and Applications. 740 (1): 101—7. PMID 10798299. doi:10.1016/S0378-4347(00)00039-6.

## Spoljašnje veze
- SUNY Podcast – Semen study results
- Hyena, Hank (21. 8. 2000). „The quest for sweet semen”. Salon.